# Philip A. Beachy
Philip Arden Beachy (* 25. Oktober 1958 in Red Lake, Ontario, Kanada) ist ein US-amerikanischer Biochemiker, Zell- und Entwicklungsbiologe an der Stanford School of Medicine und am Howard Hughes Medical Institute.

## Leben
Beachy erwarb 1979 am Goshen College in Goshen, Indiana, einen Bachelor in Naturwissenschaften und – nach einigen Vorlesungen in Chemie an der Indiana University Bloomington – 1986 bei David Hogness an der Stanford University in Stanford, Kalifornien, mit der Arbeit Molecular biology of homeotic gene function in Drosophila einen Ph.D. in Biochemie. Als Postdoktorand arbeitete Beachy mit einer Sloan Research Fellowship an der Carnegie Institution in Baltimore, Maryland, bevor er 1988 eine Professur für Molekularbiologie und Genetik (1988 Assistant Professor, 1993 Associate Professor, 1998 ordentlicher Professor) an der Johns Hopkins University School of Medicine, ebenfalls in Baltimore, erhielt. von 1988 bis 2017 forschte Beachy zusätzlich für das Howard Hughes Medical Institute. 2004 erhielt er an der Johns Hopkins University zusätzlich eine Professur für Onkologie. 2006 wechselte Beachy an die Stanford School of Medicine in Stanford, Kalifornien, wo er heute (2024) Professor für Urologie, für Entwicklungsbiologie und für Biochemie und Systembiologie ist.

## Wirken
Beachy hat grundlegende Arbeiten zu dem Hedgehog-Signalweg geleistet, mit dem die wichtigen Schritte der Embryonalentwicklung bei Tieren reguliert werden. Er machte die überraschende Entdeckung, dass Cholesterin eine wichtige Rolle bei der Bildung des Hedgehog-Proteins spielt, womit sich neue Gesichtspunkte der Lipid-Modifikation von Signalproteinen ergaben. Beachy konnte weitere wichtige Schritte dieser Signaltransduktion aufklären.

## Auszeichnungen (Auswahl)
- Gewähltes Mitglied (Fellow) der American Association for the Advancement of Science
- 1998 National Academy of Sciences Award in Molecular Biology[2]
- 2002 Mitglied der National Academy of Sciences der Vereinigten Staaten[3]
- 2003 Mitglied der American Academy of Arts and Sciences[4]
- 2008 March of Dimes Prize in Developmental Biology (mit Clifford J. Tabin)[5]
- 2011 Keio Medical Science Prize[6]